# Bernardino de Ayala y Guzmán
Bernardino de Ayala y Guzmán (m. Rocroi, 19 de mayo de 1643), fue un soldado de los Tercios de Flandes, llegando a ser maestre de campo de un tercio, junto al que cayó en combate en la batalla de Rocroi.
Fue comendador de Caracuel y de Corral de Almaguer en la Orden de Calatrava, gentilhombre de cámara de  Fernando de Austria, mayordomo de la reina y I conde de Villalba.

## Orígenes y familia
Hijo de Juan de Ayala (comendador de Beas y Moratalla, miembro del Consejo de Guerra de Felipe II, embajador en Polonia, Venecia, Inglaterra y Roma, ayo y mayordomo de los príncipes de Bohemia), y de su sobrina Inés de Ayala Gaytán, señora de Cebolla y Villalba. Estas eran familias originarias de Talavera de la Reina.
Heredó de su madre el título de señor de Cebolla y Villalba, y más tarde, el 1 de mayo de 1617 Felipe III la concedió la nobleza otorgándole el condado de Villalba.
Casó con la también madrileña Francisca de Córdoba y Osorio, con quien tuvo dos hijas y un hijo: 
- Martha (a veces Mariana) de Córdoba y Ayala, casada con Alonso de Lazos Novoa y Andrade, I conde de Maceda y vizconde de Layosa);
- Bernardino de Ayala y Córdoba, II conde de Villalba;
- Catalina de Ayala, casada con Juan Chacón Ponce de León.

## Biografía
Poco se sabe de su vida, excepto su nobleza, protagonismo en la batalla de Rocroi, y por su afición por los Toros. Se hizo famoso por ser en su tiempo uno de los más distinguidos caballeros en torneos, cañas y lidias con toros.
No obstante, se le conoce por ser uno los maestres de campo caídos en Rocroi (19 de mayo de 1643) cuando estaba al mando de un tercio, aún siempre había pertenecido al arma de la caballería.
Probablemente ya formase parte del ejército de Francisco de Melo que trató de reconquistar, en 1642-1643,  los territorios de los Países Bajos meridionales que Francia había conquistado en los años previos. Por lo que se supone participó en las batallas para recupera Lens (10 de abril de 1643), La Basée (10 de mayo de 1642), Honnercourt (26 de mayo de 1642), Bouchain, Lillers y Aire (7 de diciembre de 1642).
Al año siguiente participó con el resto del ejército de Flandes en el asedio de la plaza fortificada de Rocroi (1643). No obstante, un poderoso ejército francés, al mando del joven Luis II de Borbón-Condé —por aquel entonces duque de Enghien—, se dirigió a su socorro, entablando rápidamente el combate contra las tropas de la monarquía.
El 19 de mayo de 1643, en medio de la batalla, tras la retirada de la caballería de Flandes del duque de Alburquerque ante la contraofensiva del francés Jean de Gassion, la vanguardia imperial, con los tercios españoles al frente, el tercio de Villalba entre ellos, sufrió los envites de la artillería e infantería gala, perdiendo la vida el propio maestre de Campo junto con el anciano Paul-Bernard de Fontaines, conde de La Fontaine, maestre de Campo de los tercios alemanes y valones, y Antonio de Velandia (tercio de Velandia, originalmente conocido como tercio Gemelo de Sicilia).
Tras la batalla, Francisco de Melo ensalzó los méritos de este tercio ante el rey Felipe IV.